# Pokkén Tournament
Pokkén Tournament é um videojogo de luta arcade produzido pela Bandai Namco. O jogo combina elementos da série Tekken com personagens do jogo Pokémon da The Pokémon Company. Foi lançado nas arcadas japonesas a 16 de junho de 2015 e portado para Wii U a 18 de março de 2016.

## Jogabilidade
A jogabilidade de Pokkén Tournament é semelhante a Tekken. Diferentemente da maioria dos jogos de luta de arcade, que usam um joystick e botões tradicional, a versão arcade é jogado com comandos de estilo da consola, que são projetados de modo que os jogadores que não estão habituados a arcada entrem no jogo mais facilmente. O jogo se concentra mais na ação, ao contrário do jogo mais técnico de Tekken, permitindo tanto a fãs hardcore e casuais possam apreciá-lo. Os jogadores podem executar várias técnicas retirados da série Pokémon, como movimentos especiais e mega evoluções.

## Personagens

### Jogáveis
O jogo inicia com 21 Pokémon jogáveis:
| Pokémon       | Arcade | Wii U | Switch |
| ------------- | ------ | ----- | ------ |
| Blaziken      | Sim    | Sim   | Sim    |
| Braixen       | Sim    | Sim   | Sim    |
| Chandelure    | Sim    | Sim   | Sim    |
| Charizard     | Sim    | Sim   | Sim    |
| Croagunk      | Sim    | Não   | Sim    |
| Empoleon      | Sim    | Não   | Sim    |
| Darkrai       | Sim    | Não   | Sim    |
| Decidueye     | Não    | Não   | Sim    |
| Garchomp      | Sim    | Sim   | Sim    |
| Gardevoir     | Sim    | Sim   | Sim    |
| Gengar        | Sim    | Sim   | Sim    |
| Lucario       | Sim    | Sim   | Sim    |
| Machamp       | Sim    | Sim   | Sim    |
| Mewtwo        | Sim    | Sim   | Sim    |
| Pikachu       | Sim    | Sim   | Sim    |
| Pikachu Libre | Sim    | Sim   | Sim    |
| Sceptile      | Sim    | Sim   | Sim    |
| Scizor        | Sim    | Sim   | Sim    |
| Shadow Mewtwo | Sim    | Sim   | Sim    |
| Suicune       | Sim    | Sim   | Sim    |
| Weavile       | Sim    | Sim   | Sim    |

### Personagens auxiliares
O jogo inicia com 30 personagens auxiliares:
- Snivy e Lapras
- Emolga e Fennekin
- Frogadier e Eevee
- Jirachi e Whimsicott
- Mismagius e Ninetales
- Farfetch'd e Electrode
- Togekiss e Rotom
- Dragonite e Victini
- Croagunk e Sylveon
- Pachirisu e Magikarp
- Cubone e Diglett
- Magneton e Quagsire
- Espeon e Umbreon
- Yveltal e Latios
- Reshiram e Cresselia